# Nagy Józsefné (politikus, 1918–2000)
Nagy Józsefné (Konta Gyuláné, született Pális Mária) (Csanádapáca, 1918. február 18. – Budapest, 2000. március 9.) kommunista politikus, a Hazafias Népfront alelnöke.

## Életpályája
1936 és 1949 között a budapesti Goldberger gyárban volt segédmunkás, majd fonónő. 1949-ben az üzemi MDP  pártszervezet titkára lett. 1949 és 1957 között ő volt a Budapest X. kerületi pártbizottság titkára, majd a budapesti pártbizottság munkatársa lett. 1957-től 1970-ig, nyugdíjazásáig ő volt a Pamutnyomóipari Vállalat kelenföldi gyárának igazgatója. 1957 és 1970 között előbb az MSZMP Központi Bizottságának póttagja majd tagja lett. 1970-től 1980-ig a Központi Ellenőrző Bizottság tagja. 1972-től a Hazafias Népfront alelnöke.